# Непроханий гість (мультфільм)
«Непроханий гість» (інша назва — «Ворона та лисиця») — радянський короткометражний мальований мультиплікаційний фільм 1937 року студії «Союзмультфільм». Режисер Пантелеймон Сазонов створив вільну екранізацію знаменитої байки І. А. Крилова «Ворона та Лисиця». Мультфільм знаходиться в громадському надбанні, тому що був випущений понад 70 років тому.

## Сюжет
Ворона, Півень та інші птахи влаштували свято, а Лиса, що спробував зіпсувати його, прогнали з ганьбою.